# Stampa studentesca
La stampa studentesca è il genere editoriale che pubblica o diffonde principalmente opere o testi d'informazione creati dalla popolazione studentesca.
Con il termine si intende in particolare tutto ciò che riguarda l'ideazione, la creazione, l'impaginazione, la stampa e la distribuzione di un giornale all'interno di un edificio scolastico o universitario.
I giornali si occupano dei più svariati argomenti spaziando dalla cronaca estera alle informazioni di servizio interne alla scuola.
Nel caso delle università, i giornali sono normalmente finanziati con appositi bandi pubblici degli atenei, che coprono le spese (o una parte delle spese) sostenute autonomamente dai gruppi studenteschi, che si assumono la diretta responsabilità di quanto pubblicato.
Nell'ordinamento italiano, questo impianto deriva dalla legge 3 agosto 1985, n. 429, che istituì i cosiddetti "fondi millelire", destinati alle iniziative e alle attività culturali e sociali studentesche; la legge è resa obsoleta dall'autonomia universitaria, ma la maggior parte delle università continuano a rispettarne l'impianto.
Spesso, per accentuare l'autonomia e responsabilizzazione degli studenti e contemporaneamente la non responsabilità dell'università, è richiesto che il giornale sia una testata registrata (quindi con un direttore responsabile).
Nel caso delle scuole secondarie i giornali sono spesso progetti proposti da studenti o da professori. In tali casi è l'istituto stesso che finanzia la stampa del giornale.
Nel sistema scolastico italiano, il Progetto è spesso inserito all'interno del P.O.F. e in tali casi è prevista la cessione del credito scolastico agli studenti della redazione.